# Marianca de Sus, Căușeni
Marianca de Sus este un sat din cadrul comunei Zaim din Raionul Căușeni, Republica Moldova.

## Demografie

### Structura etnică
Structura etnică a localității conform recensământului populației din 2004:
| Grup etnic                    | Populație | % Procentaj |
| ----------------------------- | --------- | ----------- |
| Băștinași declarați Moldoveni | 64        | 64,00%      |
| Ruși                          | 24        | 24,00%      |
| Ucraineni                     | 1         | 1,00%       |
| Polonezi                      | 1         | 1,00%       |
| Alții                         | 10        | 10,00%      |
| Total                         | 100       |             |